# Septembre 1914

## Événements
- Grande-Bretagne : fiscalité de guerre : l’impôt sur le revenu et la supertax doublent.
- Les sous-marins allemands (U-Boot) font de grands ravages dans la flotte alliée.
- Kenya : les Gusii, convertis au culte mumbo, pillent le fort de Kisii après le départ des Britanniques pour le front.

- 1er septembre :
  - extinction de la Tourte voyageuse.

- 2 septembre : 
  - Bombardement de Paris et de sa banlieue par des avions.

- 3 septembre : 
  - Élection au Pontificat de Giacomo della Chiesa, archevêque de Bologne qui devient pape sous le nom de Benoît XV,
  - Offensive russe en Galicie orientale : prise de Lvov.

- 4 septembre : 
  - L'armée allemande occupe Reims.
  - Pacte de Londres. La Triple-Entente s'engage à ne pas conclure de paix séparée.

- 6 septembre : 
  - Première bataille de la Marne, les Français (Joffre) contiennent l'avancée allemande (6-9 septembre). Les Allemands (von Kluck et von Bülow) reculent jusqu’à l’Aisne.
  - Joseph Gallieni réquisitionne les taxis parisiens pour le transport des troupes.

- 8 septembre :
  - Victoire allemande des lacs Mazures, qui confirme Tannenberg (fin le 15 septembre). Les Allemands obligent les Russes à se replier vers leur frontière.
  - auteur du premier looping de l'histoire, le Russe Piotr Nesterov précipite son avion contre celui de l'Autrichien Rosenthal. Les deux appareils s'écrasent ; c'est le premier vrai combat aérien de l'histoire, après les escarmouches des semaines précédentes.

- 12 septembre : 
  - Victoire Française de la bataille de la Marne

- 18 septembre : 
  - Signature du Home Rule par le roi George V du Royaume-Uni.

- 21 septembre : 
  - Reddition de la Nouvelle-Guinée allemande. Les troupes australiennes occupent la région qui par décision de la Société des Nations deviendra un territoire sous mandat australien, et renommé le Territoire de Nouvelle-Guinée.

- 22 septembre :
  - Durant l’action du 22 septembre 1914, le sous-marin allemand U-9 coule trois croiseurs de la Royal Navy.

- 25 septembre : 
  - Le premier ministre de l'Ontario James Whitney meurt à l'âge de 70 ans, meurt dans le centre-ville de Toronto.

- 27 septembre : 
  - prise de Douala par les franco-britanniques;
- Bombardement de Paris et de sa banlieue par des avions

- 28 septembre - 10 octobre :  
  - siège d’Anvers par les Allemands.

- 29 septembre - 31 octobre : 
  - Victoire russe sur les Allemands à la bataille de la Vistule.

## Naissances
- 7 septembre : James Alfred van Allen, physicien et astronome américain († 9 août 2006).
- 13 septembre : Henri Curiel, militant communiste égyptien († 4 mai 1978).
- 14 septembre :
  - Gino Basso, joueur de basket-ball italien († non renseignée).
  - Marie-Élisabeth de Bavière, fille aînée du prince royal Franz de Bavière († 13 mai 2011).
  - Mae Boren Axton (en), compositrice américaine († 9 avril 1997).
  - Robert Busnel, joueur et entraîneur de basket-ball français († 15 mars 1991).
  - Federico Castellón, peintre, sculpteur, graveur et illustrateur de livres américain d'origine espagnole († 29 juillet 1971).
  - Manlio Di Rosa, escrimeur italien († 15 mars 1989).
  - Bernard Dorival, historien de l'art et critique d'art français († 11 décembre 2003).
  - Pietro Germi, cinéaste italien († 5 décembre 1974).
  - Billy Kyle, pianiste de jazz américain († 23 février 1966).
  - Robert McCloskey, auteur et illustrateur américain de livres pour enfant († 30 juin 2003).
  - Kay Medford, actrice américaine († 10 avril 1980).
  - Clayton Moore, acteur américain († 28 décembre 1999).
  - Michał Spisak, compositeur polonais († 29 janvier 1965).
- 15 septembre : Michel Vitold, comédien français († 14 juin 1994).
- 19 septembre : Charles Hanin, homme politique belge († 16 juin 2012).
- 20 septembre : Marcel Kint, coureur cycliste belge († 23 mars 2002).
- 28 septembre : Luigi Dadaglio, cardinal italien de la curie romaine († 22 août 1990).

## Décès
- 5 septembre : Charles Péguy, écrivain français (° 1873).
- 6 septembre : Alfred Mayssonnié joueur international de rugby à XV au front
- 12 septembre : Victor Fastre, coureur cycliste belge (° 19 mai 1890).
- 18 septembre : Albert Kappis, peintre et lithographe allemand (° 20 août 1836).
- 22 septembre ou 26 septembre[1] : Alain-Fournier, écrivain français (° 1886).
- 25 septembre : James Whitney, premier ministre de l'Ontario alors qu'il était en fonction.
- 26 septembre :  August Macke, peintre allemand, sur le front de Champagne (° 3 janvier 1887).
- 28 septembre : Jean Bouin, athlète français, au front (° 1888).